# Atractus oculotemporalis
Atractus oculotemporalis este o specie de șerpi din genul Atractus, familia Colubridae, descrisă de Ayrton Amaral în anul 1932. Conform Catalogue of Life specia Atractus oculotemporalis nu are subspecii cunoscute.